# Hello! Project
Hello! Project (ハロー！プロジェクト, Harō! Purojekuto, afgekort tot ハロプロ Haropuro) is een Japans muziekproject, een merknaam voor een groep idoolzangeressen die tot het talentagentschap Up-Front Promotion behoren. Hun opnamen worden geschreven, gecomponeerd en geproduceerd door Tsunku. Het project omvat onder meer de meidengroepen Morning Musume, Cute, Berryz Kobo en S/mileage.

## Deelnemende groepen en solisten (2015)
- Morning Musume
- °C-ute
- S/mileage
- Juice=Juice
- Aika Mitsui
- Country Girls
- Kobushi Factory
- Tsubaki Factory
- Hello Pro Kenshūsei[9]